# Delpeuch
Automobiles Delpeuch war ein französischer Hersteller von Automobilen.

## Unternehmensgeschichte
Das Unternehmen aus Neuilly-sur-Seine begann 1922 mit der Produktion von Automobilen. Der Markenname lautete Delpeuch. 1925 endete die Produktion. Insgesamt entstanden nur wenige Fahrzeuge.

## Fahrzeuge
Das erste Modell war mit einem Vierzylindermotor mit OHV-Ventilsteuerung und 2815 cm³ Hubraum ausgestattet. Die offenen Karosserien boten Platz für fünf Personen. Das Getriebe verfügte über vier Gänge. Bremsen befanden sich lediglich an den Hinterrädern.
1924 wurde der Motor dahingehend überarbeitet, dass die Bohrung um 2 mm vergrößert wurde. Somit betrug der Hubraum 2956 cm³. Auch der Radstand der Fahrzeuge wurde verlängert.